# Sabri Moudallal
Sabri Mdallal (1918, Alep - 2006, Alep) était un chanteur et compositeur traditionnel syrien. Il était aussi un homme d'affaires.
Après avoir appris l'art de la cantillation, il a été l'élève d’Umar al-Batsh. En 1949, la radio transmit son premier récital. Il était aussi muezzin et tournait pendant un temps avec un ensemble nommé « Muezzins d'Alep ». Il a développé l'arabesque musicale tout en trouvant une technique vocale lui permettant de respirer tout en chantant. Il pratique un répertoire autant religieux que profane, notamment la suite alépine waslah. Il a participé à l’Ensemble Al-Kindî.

## Discographie
- Chants d'Alep
- Chants sacrés et profanes de Syrie
- Chants traditionnels de Syrie
- Syrie. Wasla d'Alep,
- Syrie I - Muezzins d'Alep/Chants religieux de l'Islam
- Le Salon de musique d'Alep, (avec l'Ensemble Al-Kindî)

## Filmographie
- Sabri Moudallal, le semeur de voix de Mohamed Malas (Syrie, 1998, vidéo, couleur, 53 min)